# Contea di Taojiang
La contea di Taojiang (桃江县S, Táojiāng XiànP) è una contea della Cina, situata nella provincia di Hunan e amministrata dalla prefettura di Yiyang.